# 赫雷布蒂伊夫
48°39′44″N 27°14′41″E / 48.66222°N 27.24472°E
赫雷布蒂伊夫（羅馬化：Khrebtiiv）是烏克蘭西部赫梅利尼茨基州卡緬涅茨-波多利斯基區新烏希察市鎮的村莊。該村始建於1436年，面積1.98平方公里，海拔高度249米，2001年人口406，人口密度每平方公里205.1人。